# Koboltblått

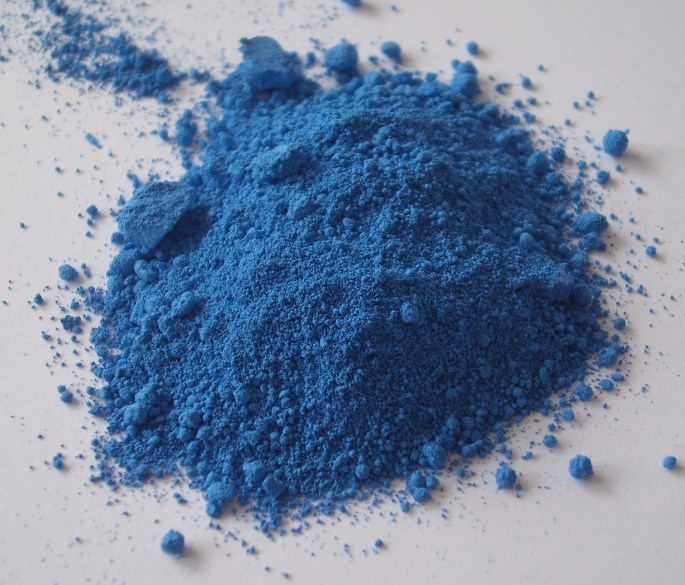
Koboltblått,
C.I. Pigment Blue 28

Koboltblått, betecknat C.I. Pigment Blue 28 (77346), även kallat Thénards blått, är ett klarblått pigment med lätt dragning åt det gröna hållet. Det består av koboltaluminat med den kemiska formeln CoAl2O4 framställt genom kalcinering av kobolt(II)- och aluminium(III)-oxider vid mycket hög temperatur.
Koboltblått används också som färgnamn oavsett hur färgen har tillkommit.

## Egenskaper och användning

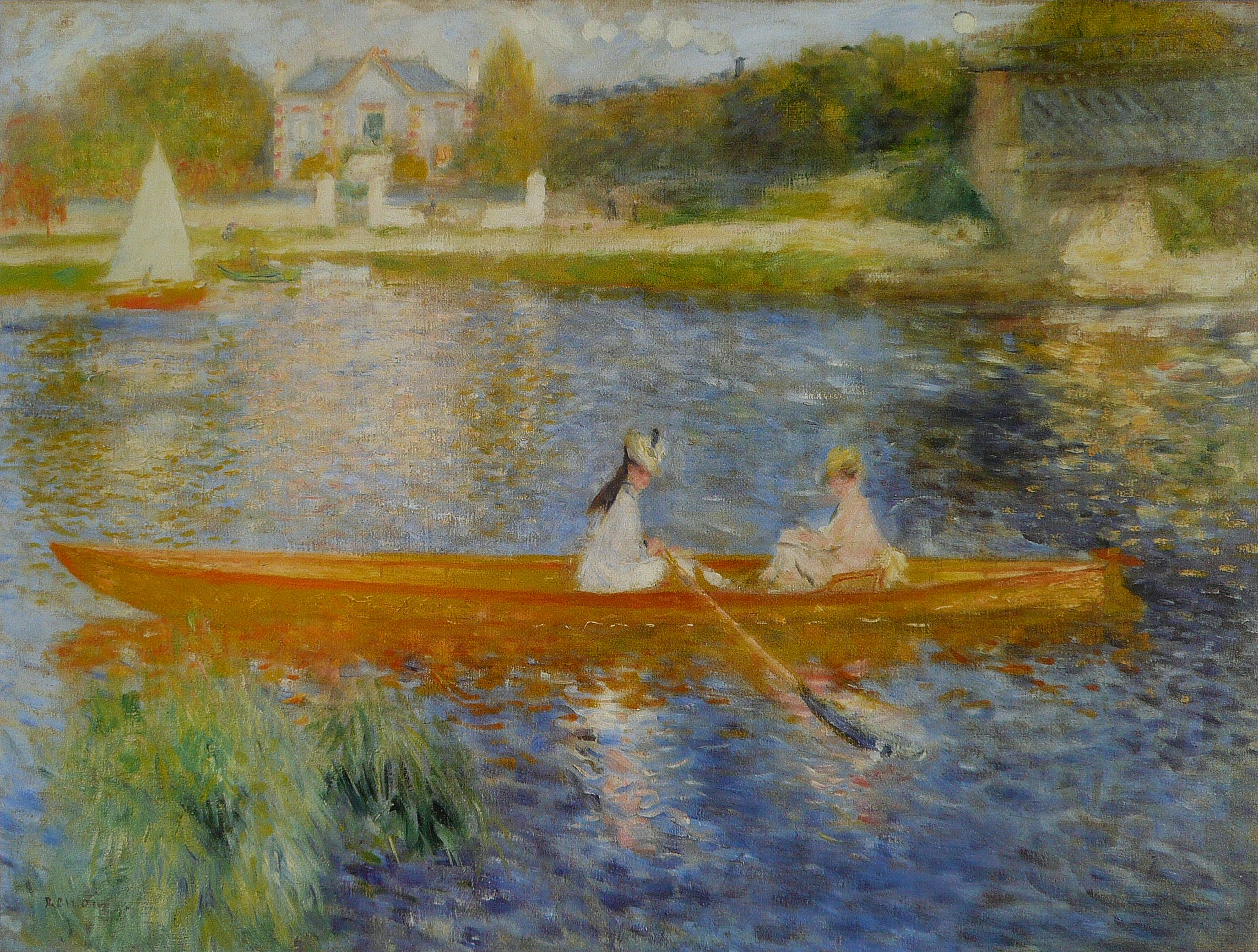
La Yole, Auguste Renoir (ca 1879). Koboltblått och blyvitt har här använts för det blå vattnet.

Pigmentet har utmärkt ljusäkthet och har hög motståndskraft mot inverkan av luft, syra och alkalier. Det tål också hög värme mycket bra och används därför gärna till keramikglasyrer.
Genom en tillsats av något zinkoxid får färgen en mera rent blå eller grönaktig nyans.
På grund av sitt höga pris har färgen efter hand blivit undanträngd av syntetiskt ultramarin, så att den numera endast används som keramisk färg och i konstnärsfärger.
Eftersom pigmentet utgörs av kristaller med spinellstruktur, har kobolt här inte tillräcklig biotillgänglighet för att det ska anses giftigt.
Benämningen koboltblått används ibland också för andra koboltbaserade pigment som coelinblått och smalt.

## Webbfärgnamn
Någon färg med namnet koboltblå (cobalt blue) finns inte bland de ursprungliga HTML-färgerna eller webbfärgerna (X11). I andra källor ges cobalt färgkoordinaterna i boxen härintill.

## Besläktade pigment
Kobolt(II)- och aluminium(III)-oxider ingår i ytterligare några pigment, där man delvis ersätter dem med zink(II)- respektive krom(III)-oxider inför kalcinering i hög temperatur. Även dessa är stabila spinellpigment.
- C.I. Pigment Blue 36 – Co(Al,Cr)2O4
En del aluminium är här ersatt av krom. Pigmentet har en tydligare dragning åt grönt och saluförs inte sällan som coelinblått, även om det inte är dess originalpigment.
- C.I. Pigment Blue 36:1 – (Zn,Co)(Al,Cr)2O4
En variant av PB36, där en del kobolt ersatts av zink. Kan också saluföras som coelinblått, men det finns mer rödskiftande varianter.
- C.I. Pigment Blue 72 – (Zn,Co)Al2O4
En del kobolt är här ersatt av zink. Detta pigment har en mer neutralt blå kulör, ganska mörk masston men ljusnar snabbt i blandningar. Kan bland annat marknadsföras som koboltblått.